# Viljandimaa
Viljandimaa (em estoniano Viljandi maakond ou Viljandimaa), é uma das quinze regiões (maakond) da Estónia.

## Geografia
Está localizada no centro-sul da República da Estônia e faz divisa com as regiões de Pärnu, Järva, Jõgeva, Tartu e Valga, além de ser parte sudoeste da divisa internacional da Estônia com a Letônia. 4,2% do total da população da Estônia vive na região de Viljandi.

## Política
Atualmente existem quinze governos locais (municípios) na região. Todos os governos locais cooperaram na Associação de Autoridades Locais da Região de Viljandi.
De acordo com a lei de 13 de dezembro de 1995, o governo (estoniano: maavalitsus) de cada região é exercido por um governador de região (em estoniano: maavanem), que representa o governo nacional à nível regional. Segundo essa lei, um governador de região é indicado para o cargo por um período de cinco anos pelo Governo da República, por proposição do Primeiro-ministro e com o consentimento das Autoridades Locais.

### Governador
O governador representa os interesses do Estado na região e deve cuidar para que haja um desenvolvimento amplo e equilibrado de todos os municípios. Entre outras obrigações, ele coordena a cooperação entre os cargos regionais e os ministérios e outras administrações e autoridades locais. Além disso, ele é responsável pela distribuição e aplicação dos recursos recebidos do Estado, aprova os planos a serem adotados e fiscaliza a sua execução. 
Ele supervisiona os trabalhos dos governos locais, representa os municípios rurais nos tribunais.
De 29 de julho de 2004 até 28 de julho de 2009, Kalle Küttis é o governador da região de Viljandi.

## Municípios
A região está subdividida em quinze municípios: três municípios urbanos (estoniano: linnad - cidades) e 12 municípios rurais (estoniano: vallad - comunas ou paróquias).
Municípios urbanos:
- Mõisaküla
- Viljandi
- Võhma

Municípios rurais:

O lugar povoado: cidade (linn), pequeno borough (alevik) ou vila (küla), sede de 
município rural (vald), aparece entre parênteses ao lado de seu respectivo município.
- Abja vald — (Abja-Paluoja linn)
- Halliste vald — (Halliste alevik)
- Karksi vald — (Karksi-Nuia linn)
- Kolga-Jaani vald — (Kolga-Jaani alevik)
- Kõo vald — (Kõo küla)
- Kõpu vald — (Kõpu alevik)
- Suure-Jaani vald — (Suure-Jaani linn)

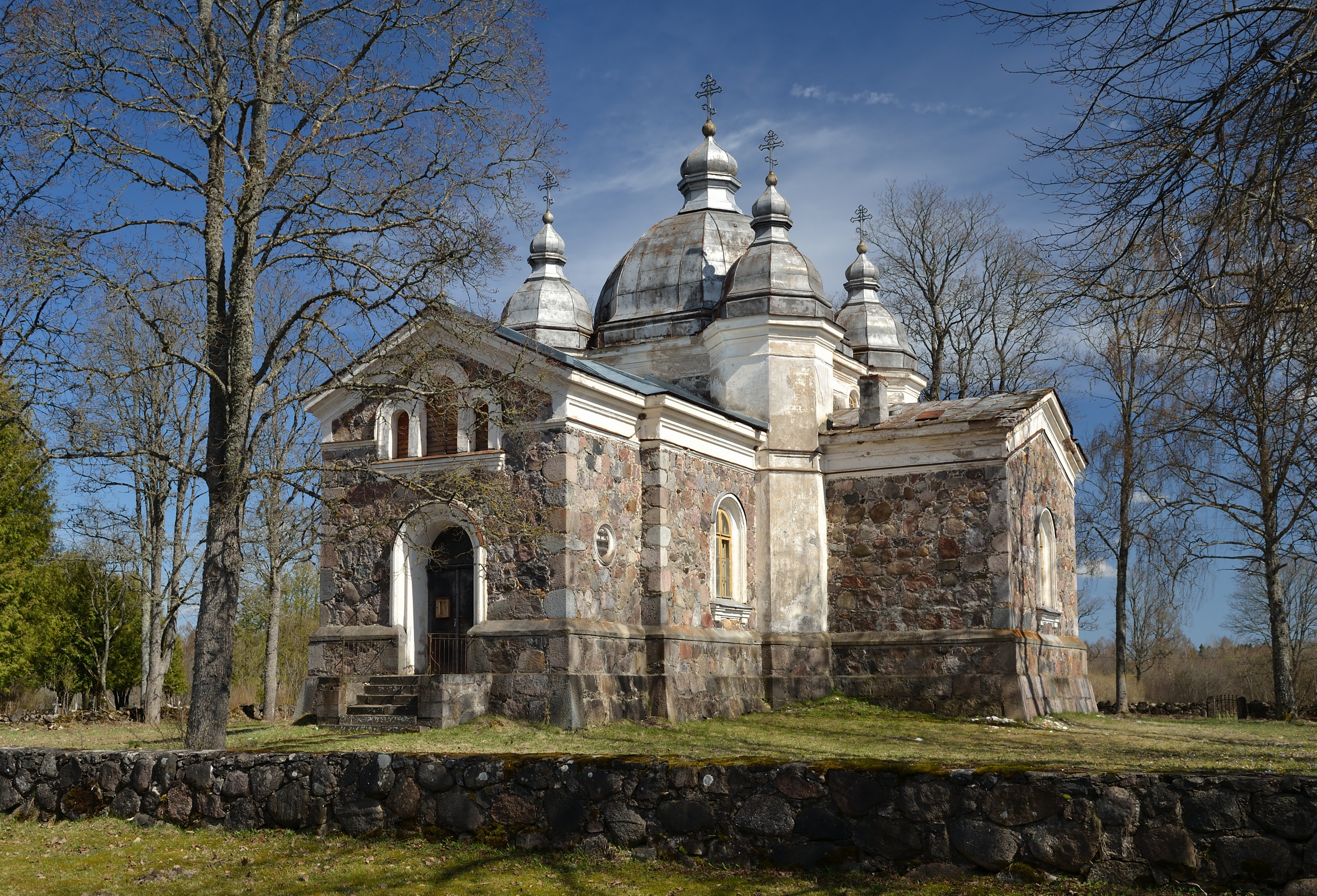
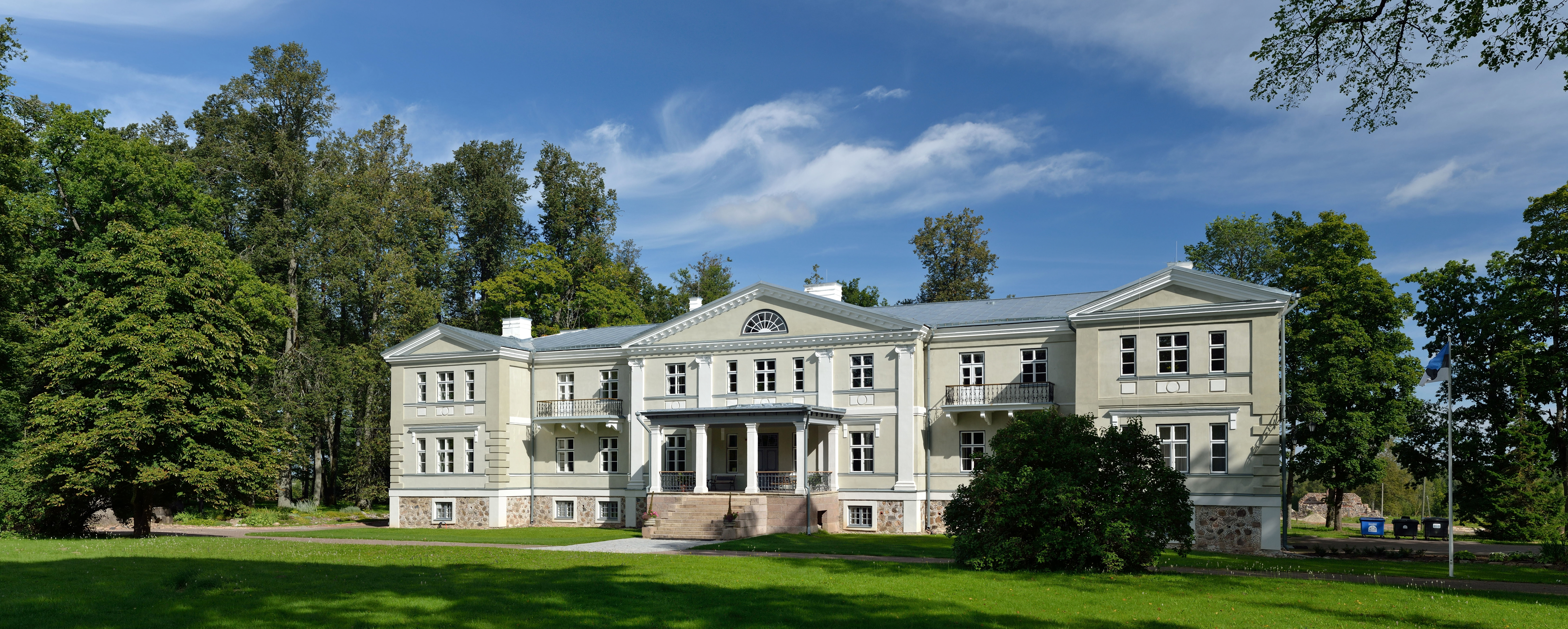
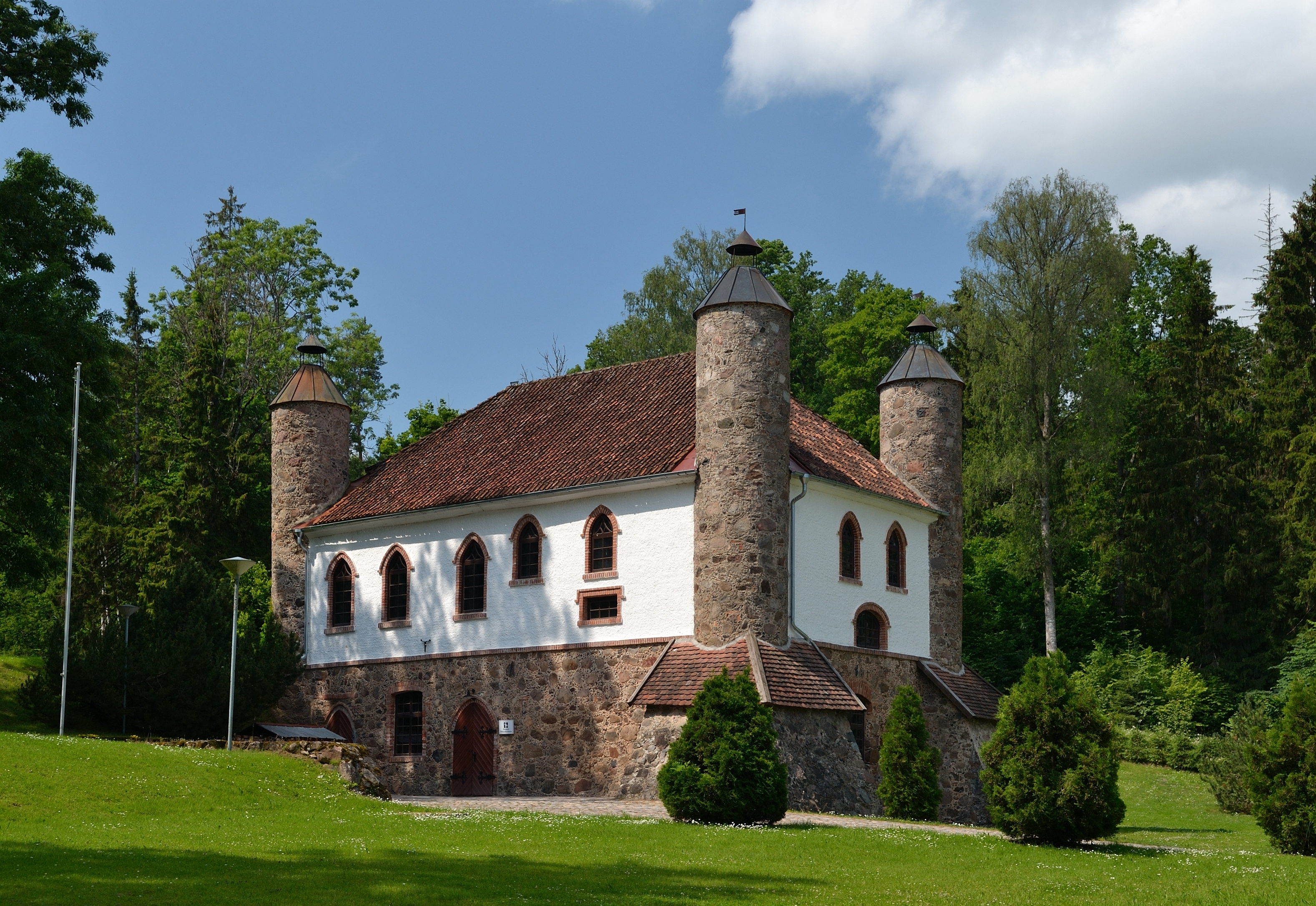
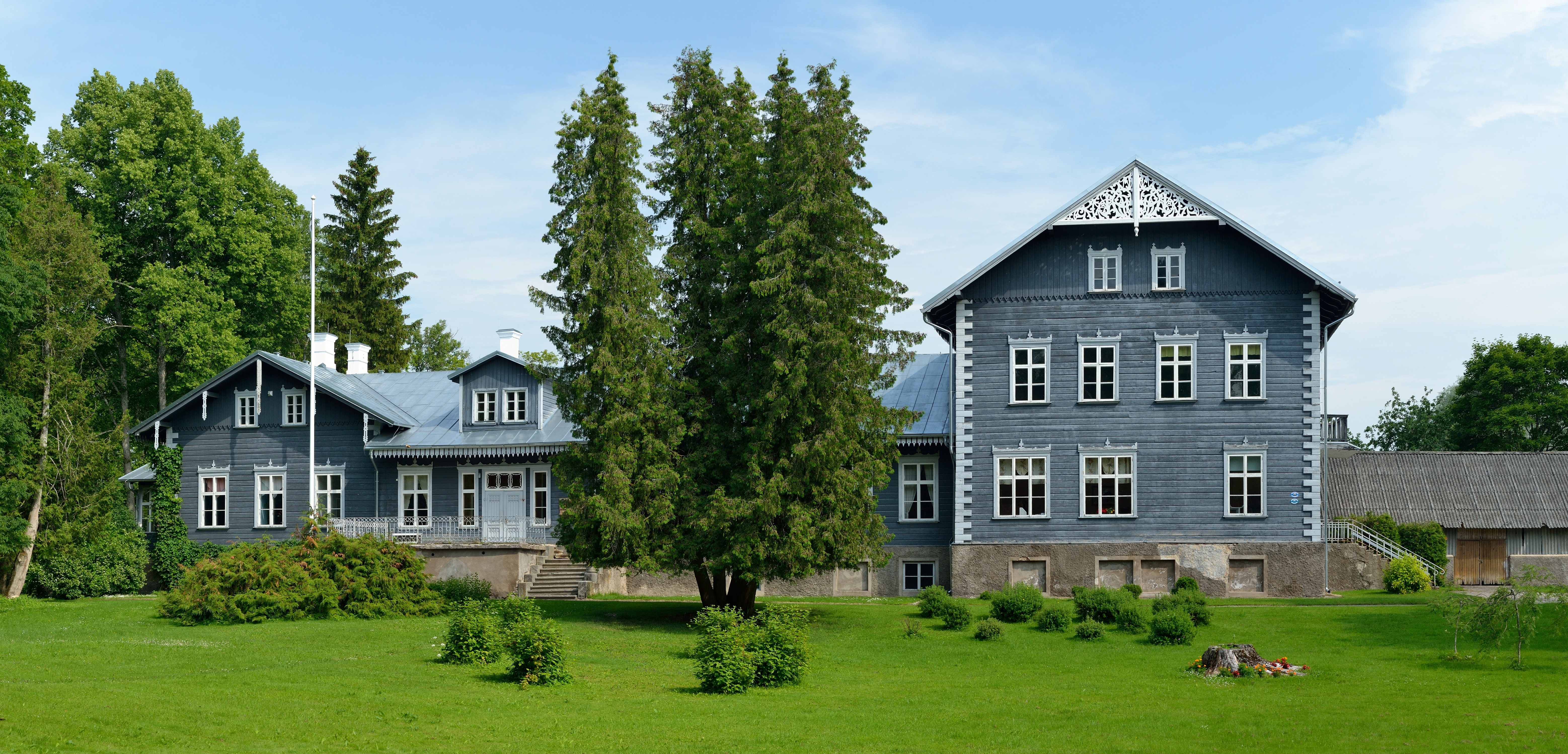
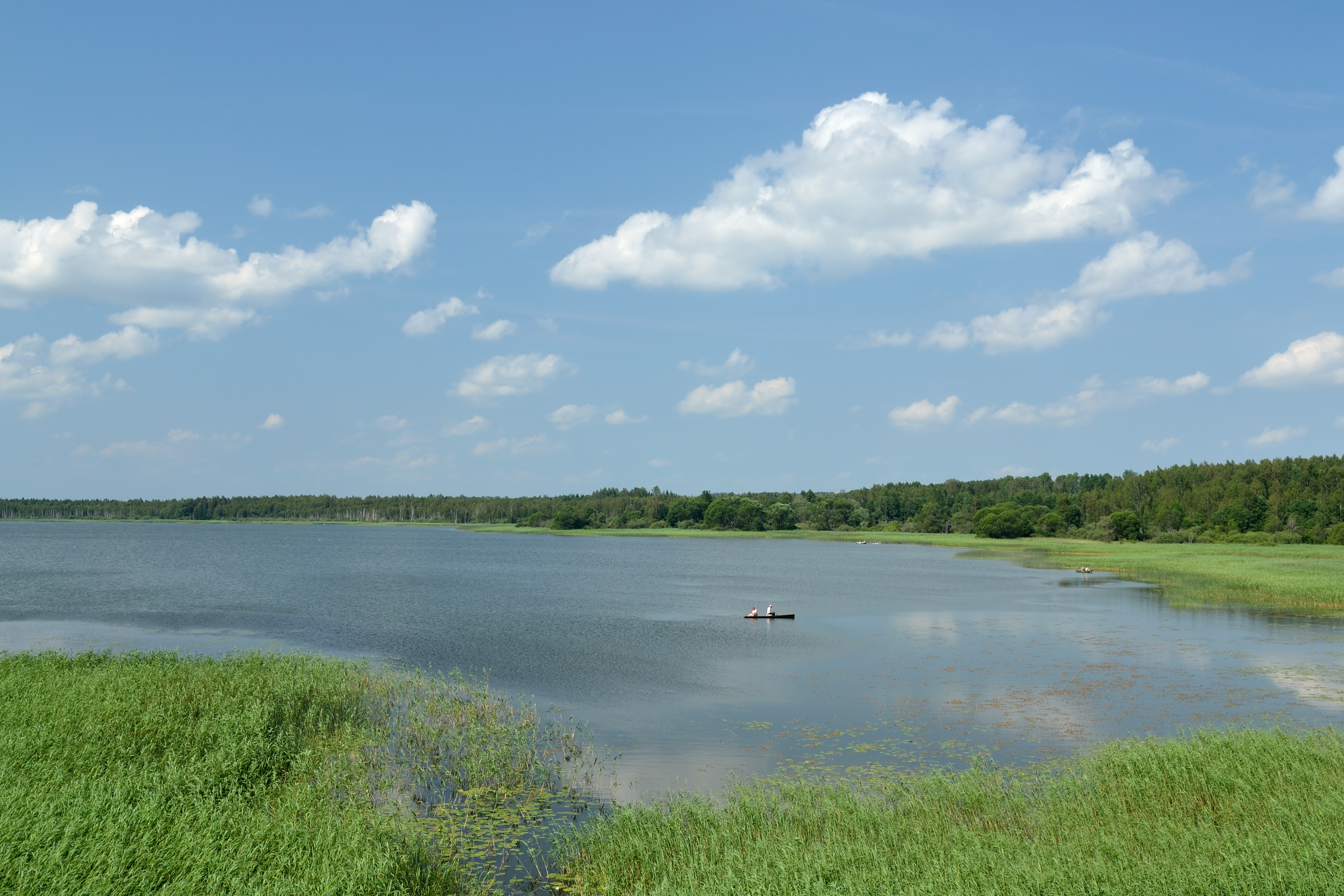

- Tarvastu vald — (Mustla alevik)
- Viljandi vald — (Viljandi linn)